# 1673.
◄ | 16. stoljeće | 17. stoljeće | 18. stoljeće | ►
◄ | 1640-ih | 1650-ih | 1660-ih | 1670-ih | 1680-ih | 1690-ih | 1700-ih | ►
◄◄ | ◄ | 1670. | 1671. | 1672. | 1673. | 1674. | 1675. | 1676. | ► | ►►
Arhitektura • Astronomija • Biologija • Glazba • Kazalište • Kemija • Kiparstvo • Knjige • Književnost • Kršćanstvo • Medicina • Politika • Pravo • Promet • Slikarstvo • Znanost

## Događaji
- 11. studenog – snage Poljske-Litve pod vodstvom Jana III. Sobjeskoga pobjeđuju Turke kod Hotina (Hoćima)

## Rođenja
- 31. siječnja – Ljudevit Montfortski, francuski katolički svetac († 1716.)
- 5. studenog – Dimitrie Cantemir, moldavski knez i rumunjski znanstvenik i političar († 1723.)
- 30. prosinca – Ahmed III., turski sultan († 1736.)

## Smrti
- 17. veljače – Molière, francuski književnik i glumac (* 1622.)
- 17. kolovoza – Regnier de Graaf, nizozemski liječnik i anatom (* 1641.)

## Vanjske poveznice
|  | Zajednički poslužitelj ima još gradiva o temi 1673. |